# Arijon Ibrahimović
Arijon Ibrahimović (Núremberg, 11 de diciembre de 2005) es un futbolista alemán que juega de delantero en el 1. F. C. Heidenheim 1846 de la 1. Bundesliga.

## Trayectoria
Canterano del SpVgg Greuther Fürth y del 1. F. C. Núremberg, pasó a la cantera del Bayern de Múnich en 2018. Jugó en su equipo sub-17 a los 14 años, y en el sub-19 a los 16 años. Comenzó a entrenar con el primer equipo en la pretemporada para la temporada 2021-22. El 28 de septiembre de 2022 fue nombrado por el periódico inglés The Guardian como uno de los mejores jugadores nacidos en 2005 en todo el mundo.

## Selección nacional
Es internacional juvenil con Alemania, con la que ha jugado en las selecciones sub-16, sub-17 y sub-18.

## Estilo de juego
Es un centrocampista de área a área que es tan hábil defendiendo como atacando. Es un jugador técnico, que también presiona con fuerza y tiene un posicionamiento inteligente. Su estilo de juego le ha valido comparaciones con el de Leon Goretzka.

## Vida personal
Nacido en Alemania, sus padres son kosovares de Prizren. A pesar de su apellido, no está emparentado con el exfutbolista sueco Zlatan Ibrahimović.

## Estadísticas

### Clubes
Actualizado al último partido disputado el 30 de octubre de 2024.
| Club                           | Div.          | Temporada     | Liga  | Liga  | Liga   | Copas nacionales | Copas nacionales | Copas nacionales | Copas internacionales | Copas internacionales | Copas internacionales | Total | Total | Total  |
| Club                           | Div.          | Temporada     | Part. | Goles | Asist. | Part.            | Goles            | Asist.           | Part.                 | Goles                 | Asist.                | Part. | Goles | Asist. |
| ------------------------------ | ------------- | ------------- | ----- | ----- | ------ | ---------------- | ---------------- | ---------------- | --------------------- | --------------------- | --------------------- | ----- | ----- | ------ |
| Bayern de Múnich II · Alemania | 4.ª           | 2022-23       | 9     | 3     | 4      | ―                | ―                | ―                | ―                     | ―                     | ―                     | 9     | 3     | 4      |
| Bayern de Múnich II · Alemania | 4.ª           | 2023-24       | 2     | 1     | 1      | ―                | ―                | ―                | ―                     | ―                     | ―                     | 2     | 1     | 1      |
| Bayern de Múnich · Alemania    | 1.ª           | 2022-23       | 1     | 0     | 0      | 0                | 0                | 0                | 0                     | 0                     | 0                     | 1     | 0     | 0      |
| Frosinone Calcio · Italia      | 1.ª           | 2023-24       | 16    | 1     | 1      | 2                | 1                | 0                | —                     | —                     | —                     | 18    | 2     | 1      |
| Frosinone Calcio · Italia      | Total club    | Total club    | 16    | 1     | 1      | 2                | 1                | 0                | 0                     | 0                     | 0                     | 18    | 2     | 1      |
| Bayern de Múnich II · Alemania | 4.ª           | 2024-25       | 3     | 2     | 0      | ―                | ―                | ―                | ―                     | ―                     | ―                     | 3     | 2     | 0      |
| Bayern de Múnich II · Alemania | Total club    | Total club    | 14    | 6     | 5      | 0                | 0                | 0                | 0                     | 0                     | 0                     | 14    | 6     | 5      |
| Bayern de Múnich · Alemania    | 1.ª           | 2024-25       | 0     | 0     | 0      | 1                | 0                | 0                | 0                     | 0                     | 0                     | 1     | 0     | 0      |
| Bayern de Múnich · Alemania    | Total club    | Total club    | 1     | 0     | 0      | 1                | 0                | 0                | 0                     | 0                     | 0                     | 2     | 0     | 0      |
| Total carrera                  | Total carrera | Total carrera | 31    | 7     | 6      | 3                | 1                | 0                | 0                     | 0                     | 0                     | 34    | 8     | 6      |

## Palmarés

### Campeonatos nacionales
| Título        | Equipo           | País     | Año     |
| ------------- | ---------------- | -------- | ------- |
| 1. Bundesliga | Bayern de Múnich | Alemania | 2022-23 |